# Terran
Pour les articles homonymes, voir Terrans.
Les Terrans sont une des trois espèces vivantes, avec les Protoss et les Zergs, de l’univers de fiction StarCraft. 

## Présentation
Les Terrans sont des humains, cependant leur code génétique est légèrement différent.

## Histoire
Les Terrans sont les descendants des membres d’une expédition spatiale terrienne qui s’est perdue dans l’espace. En 2231, plusieurs dizaines de milliers de prisonniers et dissidents humains sont placés en stase par le gouvernement de la Terre a bord de quatre supertransporteurs (Argo, Sarengo, Reagan et Nagglfar) a destination d'un système stellaire proche. 
Le voyage ne devait durer qu'un an mais le système de navigation des vaisseaux spatiaux tombe en panne et ils dérivent dans l'espace.
En 2259, les propulseurs rendent l'âme et ils arrivent dans le secteur de Koprulu, 
Ils fondèrent trois États sur différentes planètes : La Confédération  en 2323 sur Braxis, Korhal, Mar Sara, Shiloh et Tarsonis -planète d'origine-, le Combinat Kel-Morian sur Moria et le Protectorat Umojan sur Umoja qui forment une alliance en 2475 contre les incursions de la Confédération. 
Plus tard, les habitants de la planète Korhal se révoltent contre la corruption des sénateurs confédérés. Mais, la rébellion est matée sévèrement. L’un des chef des révoltés, Arcturus Mengsk profite par la suite des attaques Zergs et  Protoss pour renverser le gouvernement de la Confédération. Il se fait alors proclamer empereur d’un nouvel État qu’il baptise Dominion.
L'ancien marshal confédéré de Mar Sara Jim Raynor et le lieutenant Sarah Kerrigan aide Arcturus Mengsk à renverser la Confédération jusqu'à ce qu'il se rende compte qu'il est tout aussi corrompu et quitte les rangs du Dominion. Depuis cette période, Jim est considéré comme un terroriste par le Dominion. S'ensuit un conflit entre le nouvel Empire et les Rebels de Raynor. 
En 2504, Kerrigan et Raynor ôtent la vie à Mengsk au cours d'un combat entre les trois héros de guerre. C'est alors Valérian Mengsk, le fils d'Arcturus, qui devient le nouvel empereur du Dominion, épaulé par Jim Raynor.

## Unités terranes
- Véhicule de construction spatiale (vcs) : Il est utilisé par les Terrans pour construire les nouvelles installations. Il érige des bâtiments, récolte des ressources et répare les unités endommagées[5].
- Marine : Soldat de base de l’armée terrane. Il est équipé d’une armure lourde et d’un fusil d’assaut Gauss, les marines peuvent utiliser des stimulants qui augmentent de manière extrême leurs capacités offensives . La plupart des marines sont des criminels ayant subi une sorte de lavage de cerveau : la neuro-socialisation[6].
- Maraudeur : Cette unité de soutien est lourdement blindée. Elle est équipée de lance-flammes et de lance-grenades. Il s’agit de la version améliorée par le Dominion de l’ancienne unité flammeur[7].
- Faucheur : Il s’agit d’un marine doté d’un propulseur personnel. Très mobile, ils sont armés de deux pistolets Gauss à tir rapide[8].
- Fantôme : Il est doté de pouvoirs psychiques. Les fantômes sont recrutés par le gouvernement Terran qui isole les enfants ayant ces pouvoirs afin de subir un terrible entraînement destiné à les transformer en assassins parfaits. Tireurs d’élite de l’armée terrane, ils sont également équipés d’un camouflage qui leur permet de devenir indétectables[9].
- Tourmenteur : Il s’agit d’un quad de reconnaissance doté d’un puissant lance-flammes. Très rapide, les tourmenteurs sont souvent utilisés pour les attaques éclairs[10]. Le tourmenteur peut également se transformer en nettoyeur, une version mécanique bipède de cette unité[11].
- Cyclone : Véhicule mobile doté d'une puissante cadence de tirs, et également équipé de missiles antiaériens.
- Char de siège : C’est un puissant char de combat, dont l’atout réside dans sa capacité à se transformer en poste d’artillerie[12].
- Thor : Il s’agit de la version améliorée du goliath, un exosquelette blindé doté d’une artillerie dorsale[13].
- Viking : C’est le remplaçant de l’avion de chasse valkyrie. Ces vaisseaux relativement fragiles ont un atout de poids, ils peuvent se transformer en marcheur de combat[14].
- Médivac : Par ordre de l’empereur Mengsk, les anciens transports  ont été réaménagés pour servir d’hôpitaux mobiles. Ils peuvent donc accomplir simultanément deux tâches essentielles : le transport et les soins d’urgence[15].
- Corbeau : Il s’agit d’un drone de surveillance et de reconnaissance. Il remplace les vaisseaux laboratoires[16].
- Banshee : C’est un avion de combat équipé de double turbo-ventilateur. Il ne possède que des missiles air-sol. Il est utilisé par le Dominion comme appareil antiémeute. C’est le remplaçant du modèle ombre[17].
- Cuirassé : Il est l’unité volante la plus puissante des Terrans. Il est résistant et frappe aussi bien au sol que les autres unités aériennes. De plus, il peut utiliser un canon Yamato, énorme rayon laser faisant des dégâts monstrueux[18].
- Nettoyeur : Il s’agit de la version transformée en unité mécanique bipède du Tourmenteur. Il est équipé d'un lance-flamme et d'une épaisse couche de protection[11],[19].
- Mine veuve : C'est un drone de combat quadrupède capable de libérer un missile de shrapnel[20].